# ペイ・パー・ビュー
ペイ・パー・ビュー（英語: pay-per-view、略称：PPV）は、有料コンテンツに料金を支払って視聴するシステム。

## 放送
放送では、主にケーブルテレビや衛星放送、インターネットで利用されており、視聴者は1番組ごとに視聴料金を支払い、テレビやスマートフォン及びタブレット、パソコン等で番組を視聴する。
放送される番組は、スポーツ、映画、音楽、アニメ、ポルノなど多岐に渡る。
類似する課金方法として、1日単位で課金するペイ・パー・デイ（Pay Per Day, PPD）や、一連の番組群をセットにしたペイ・パー・シリーズ（Pay Per Series, PPS）がある。

### アメリカ合衆国
アメリカ合衆国ではペイ・パー・ビューが総合格闘技、ボクシング、プロレス、コンサート、映画等の放送で利用されているが、近年ではUFCやボクシングなどの格闘技イベントがペイ・パー・ビュー全体総売上げの大半を占めている。1番組の視聴料金は視聴コンテンツによって差が大きく約5ドルから約80ドルである。
アメリカで最初にペイ・パー・ビューが誕生したのは1951年に電話線を使用したシステムであったが、テスト放送を行っただけで本放送の許可を得ることは出来なかった。
現在でも利用されているケーブルを使用したシステムは1972年に誕生した。1990年に入ると衛星放送を使用したシステムもペイ・パー・ビューで利用出来るようになった。
1975年10月のモハメド・アリ対ジョー・フレージャーでボクシングが初めて本格的にペイ・パー・ビューで放送された。
1980年のロベルト・デュラン対シュガー・レイ・レナードではペイ・パー・ビューが10ドルで販売され、15万5千件の販売件数を記録した。
1983年10月16日のテネシー大学対アラバマ大学で初めてアメリカンフットボールがペイ・パー・ビューで放送された。
現在のような環境が定着し始めたのはIn Demand、HBO、Showtimeなどの会社がレッスルマニアやボクシングなどのスポーツイベントや、コンサートなどを生中継するようになった1980年代後半からである。

#### 歴代PPV販売件数
| 選手                             | 合計販売件数 | 年        | 競技       |
| -------------------------------- | ------------ | --------- | ---------- |
| フロイド・メイウェザー・ジュニア | 2473万件     | 2005–2021 | ボクシング |
| マニー・パッキャオ               | 2016万件     | 2005–2021 | ボクシング |
| コナー・マクレガー               | 1792万件     | 2015–2021 | MMA        |
| マイク・タイソン                 | 1583万件     | 1988–2020 | ボクシング |
| オスカー・デ・ラ・ホーヤ         | 1408万件     | 1995–2008 | ボクシング |
| イベンダー・ホリフィールド       | 1229万件     | 1990–2021 | ボクシング |

#### ボクシング
アメリカでボクシングの試合は、通常はケーブルテレビ局のESPNやストリーミングサービスのDAZNやAmazon Prime Videoといった媒体で放送・配信されているが、かなりの人気ボクサーになると試合がペイ・パー・ビューで放送されるようになり、より多くのファイトマネーを稼ぐことが出来るようになる。その為、ペイ・パー・ビューで試合が放送されることはボクサーにとって一種のステータスとなっている。
ボクシングのペイ・パー・ビュー放送は、49ドル99セントから84ドル99セントの価格設定で販売されている。多少のばらつきはあるが1年につき3～5イベント程度がペイ・パー・ビューで放送されており、販売件数が100万件を越える人気のイベントもあれば10万件前後のイベントもあるが、そのような極端な例を除けば1イベントあたりの平均販売件数は20万～30万件である。
ペイ・パー・ビューのビジネスモデルは最終収益からケーブルテレビ放送と衛星放送の配給会社が約40～50%、そしてESPNなどのテレビ局がが5～10%をそれぞれ受け取り、残った分がプロモーターの取り分となるのが慣例となっている。
1イベントでの最多販売記録は、2015年5月2日に行われたフロイド・メイウェザー・ジュニア 対 マニー・パッキャオ戦の460万件である。歴代2位は2017年8月26日に行われたフロイド・メイウェザー・ジュニア対コナー・マクレガーの430万件、歴代3位は2007年5月5日に行なわれたオスカー・デ・ラ・ホーヤ対フロイド・メイウェザー・ジュニアの240万件である。
女子ボクシングの最多記録は2001年のレイラ・アリ対ジャッキー・フレージャー・ライドの12万5千件である。

##### ペイ・パー・ビューの問題点
ペイ・パー・ビューは莫大な収益を生み出す一方で、視聴者が高額なペイ・パー・ビュー視聴料金を支払える人達に限定されてしまうという問題も抱えている。HBOスポーツ元社長のロス・グリーンバーグは「ペイ・パー・ビューの発展はボクシングにおける最大の経済問題だ。ペイ・パー・ビューがこのスポーツを助けているとは言えない、視聴者を限定することになるのでこのスポーツに損害を与えている」と述べている。
また「HBOがペイ・パー・ビューで大きな利益を得る事はないのでHBOは積極的ではないが、プロモーターと選手達が大金を稼ぐことが出来るペイ・パー・ビュー放送を強く要求する」「（ペイ・パー・ビュー放送に移行した）パッキャオのような選手をHBOの通常のボクシング中継に出場させるのがますます困難になっている。しかし、HBOがペイ・パー・ビュー放送から撤退したとしても、プロモーターは自分たちで（トップランク社がミゲール・コットvsポール・マリナッジを独自でペイ・パー・ビューを実施したように）行うか、他に協力してくれるところを探すだけだろう」と述べている。

##### HBO PPV
HBOは、1973年に通常のボクシング中継を開始して以降ボクシングを放送するテレビ局としてはアメリカ国内トップに君臨し、ペイ・パー・ビューも黎明期からボクシングの大半のペイ・パー・ビューイベントを放送していたが、2018年で45年間続けてきたボクシング中継を打ち切り、ボクシングのペイ・パー・ビュー放送からも撤退した。
HBOは1999年にペイ・パー・ビューを合計400万件（総額2億ドル）、2006年に11イベントで合計370万件（総額1億7700万ドル）販売している。2007年には8イベントで合計480万件（総額2億5500万ドル）を販売してこれが現在の年間最多販売記録となっている。2008年は9イベントで合計380万件（総額1億9200万ドル）、2009年は3イベントで合計320万件（総額1億6700万ドル）、2010年は6イベントで合計375万件（総額2億ドル）、2011年は7イベントで合計450万件（総額2億6200万ドル）、2012年は4イベントで合計400万件（総額2億3800万ドル）、2013年はHBOとShowtime合わせて4イベントで合計397万件（総額2億5200万ドル）を販売した。

##### SHOWTIME PPV
1995年、HBOと並びアメリカの2大ボクシング放送局であったShowtimeが、マイク・タイソンのキャリア後期からペイ・パー・ビュー放送に参入した。
2013年、ShowtimeにHBOからフロイド・メイウェザー・ジュニアが移籍してきたことで、Showtimeはペイ・パー・ビュー放送に復帰した。
しかし、Showtimeも2023年で37年間続けてきたボクシング中継を打ち切り、ボクシングのペイ・パー・ビュー放送からも撤退した。

##### FOX PPV
2016年1月、地上波放送局のFOXが、プレミア・ボクシング・チャンピオンズと契約を結んで約20年ぶりにボクシング中継に復帰した。プレミア・ボクシング・チャンピオンズの方針としてビッグマッチでも地上波での放送にこだわりペイ・パー・ビューでの放送を行っていなかったが、方針を変え2019年3月16日のエロール・スペンス・ジュニアvsミゲル・アンヘル・ガルシアからペイ・パー・ビュー放送を開始した。
しかし、2022年10月でプレミア・ボクシング・チャンピオンズとの契約が終了したことで、FOXはボクシング中継を打ち切り、ボクシングのペイ・パー・ビュー放送からも撤退した。

##### ESPN PPV
ESPNは、当初はESPN GamePlanやESPN Full Courtとして大学アメリカンフットボールや大学バスケットボールをペイ・パー・ビュー放送していた。
2003年6月28日にLatin Furyの前座試合をペイ・パー・ビュー放送したことでボクシングのペイ・パー・ビュー放送に参入。2005年3月のシェーン・モズリー対デビッド・エストラーダから本格的にペイ・パー・ビュー放送を開始。29.95ドルという低価格で販売した。
2017年7月、トップランクがESPNとテレビ契約を交わしたことで、ESPNは2019年4月20日のテレンス・クロフォード対アミール・カーンでペイ・パー・ビュー放送に復帰した。
2021年11月20日、テレンス・クロフォード対ショーン・ポーターで、初めて従来のケーブルテレビや衛星放送では放送せずに、インターネット配信「ESPN+」のみでの独占配信を実施した。しかしペイ・パー・ビューの販売件数が低調だったとことで、クロフォードは「アプリケーションをテレビで使う方法がわからない人がたくさんいたんだ。高齢者やテクノロジーに疎い人はアプリの入手方法がわからないんだ。そしたら彼らは買わないよね」と不満を漏らした。ESPN+はこれ以降は、従来のケーブルテレビや衛星放送でも同時に放送している。

##### DAZN PPV
DAZNは、サービス開始当初はボクシングのビッグマッチにおいての主流であったペイ・パー・ビューから月額サブスクリプションへの変換を訴え、「ペイ・パー・ビューは死んだ」などペイ・パー・ビューを否定するプロモーションしていたが、方針を変え2022年5月7日のサウル・アルバレス対ディミトリー・ビボルからペイ・パー・ビュー放送を開始した。なお、DAZNのペイ・パー・ビューはDAZNのみの独占配信ではなく従来のケーブルテレビや衛星放送でも同時に放送している。

##### Amazon Prime Video PPV
プレミア・ボクシング・チャンピオンズと契約を結んだことでAmazon Prime Videoはボクシング中継に参入し、初中継となった2024年3月30日のティム・チュー対セバスチャン・フンドラからペイ・パー・ビュー放送を開始した。なお、Amazon Prime Videoのペイ・パー・ビューはAmazon Prime Videoのみの独占配信ではなく従来のケーブルテレビや衛星放送でも同時に放送している。

##### ボクシングのPPVイベント
- ペイ・パー・ビューの販売件数は、主催したボクシングプロモーターや制作したテレビ局が公式に発表することはまずなく、ボクシングメディアやスポーツメディアの関係者への取材によって報じられることがほとんどである。

| 開催年月日     | イベント | 販売件数              | テレビ局       | 備考       |
| -------------- | --- | --------------------- | -------------- | ---------- |
| 1988年6月27日  | マイク・タイソン vs. マイケル・スピンクス                                                                                 | 70万件                | HBO            |            |
| 1990年10月25日 | ジェームス・ダグラス vs. イベンダー・ホリフィールド                                                                       | 100万件               | SHOWTIME       | 35ドル     |
| 1991年3月18日  | マイク・タイソン vs. ドノバン・ラドック 1                                                                                 | 96万件                | SHOWTIME       |            |
| 1991年4月19日  | イベンダー・ホリフィールド vs. ジョージ・フォアマン                                                                       | 140万件               | HBO            |            |
| 1991年6月28日  | マイク・タイソン vs. ドノバン・ラドック 2                                                                                 | 125万件               | SHOWTIME       |            |
| 1991年10月18日 | レイ・マーサー vs. トミー・モリソン                                                                                       | 20万件                | HBO            |            |
| 1992年6月19日  | イベンダー・ホリフィールド vs. ラリー・ホームズ                                                                           | 73万件                | HBO            | 40ドル     |
| 1992年11月13日 | イベンダー・ホリフィールド vs. リディック・ボウ 1                                                                         | 90万件                | HBO            |            |
| 1993年6月7日   | ジョージ・フォアマン vs. トミー・モリソン                                                                                 | 60万件                | HBO            | 40ドル     |
| 1993年11月6日  | リディック・ボウ vs. イベンダー・ホリフィールド 2                                                                         | 95万件                | HBO            |            |
| 1994年11月18日 | ジェームズ・トニー vs. ロイ・ジョーンズ・ジュニア                                                                         | 30万件                | HBO            |            |
| 1995年5月6日   | オスカー・デ・ラ・ホーヤ vs. ラファエル・ルエラス                                                                         | 33万件                | HBO            |            |
| 1995年8月19日  | マイク・タイソン vs. ピーター・マクリーニー                                                                               | 155万件               | SHOWTIME       | 40ドル     |
| 1995年11月4日  | リディック・ボウ vs. イベンダー・ホリフィールド 3                                                                         | 65万件                | HBO            | 40ドル     |
| 1996年3月16日  | フランク・ブルーノ vs. マイク・タイソン 2                                                                                 | 137万件               | SHOWTIME       |            |
| 1996年9月7日   | ブルース・セルドン vs. マイク・タイソン                                                                                   | 115万件               | SHOWTIME       |            |
| 1996年11月9日  | マイク・タイソン vs. イベンダー・ホリフィールド 1                                                                         | 159万件               | SHOWTIME       |            |
| 1997年4月12日  | パーネル・ウィテカー vs. オスカー・デ・ラ・ホーヤ                                                                         | 72万件                | HBO            | 40ドル     |
| 1997年6月28日  | イベンダー・ホリフィールド vs. マイク・タイソン 2                                                                         | 199万件               | SHOWTIME       | 60ドル     |
| 1997年9月13日  | オスカー・デ・ラ・ホーヤ vs. ヘクター・カマチョ                                                                           | 56万件                | HBO            |            |
| 1997年10月4日  | レノックス・ルイス vs. アンドリュー・ゴロタ                                                                               | 30万件                | HBO            |            |
| 1997年11月8日  | イベンダー・ホリフィールド vs. マイケル・モーラー 2                                                                       | 55万件                | SHOWTIME       |            |
| 1999年1月16日  | マイク・タイソン vs. フランソワ・ボタ                                                                                     | 75万件                | SHOWTIME       |            |
| 1999年3月13日  | イベンダー・ホリフィールド vs. レノックス・ルイス 1                                                                       | 120万件               | HBO            |            |
| 1999年9月18日  | オスカー・デ・ラ・ホーヤ vs. フェリックス・トリニダード                                                                   | 140万件               | HBO            |            |
| 1999年11月13日 | イベンダー・ホリフィールド vs. レノックス・ルイス 2                                                                       | 85万件                | HBO            |            |
| 2000年4月29日  | レノックス・ルイス vs. マイケル・グラント                                                                                 | 34万件                | HBO            |            |
| 2000年6月17日  | オスカー・デ・ラ・ホーヤ vs. シェーン・モズリー 1                                                                         | 59万件                | HBO            |            |
| 2000年09月09日 | ロイ・ジョーンズ・ジュニア vs. エリック・ハーディングス                                                                   | 12万件                | HBO            |            |
| 2000年10月20日 | マイク・タイソン vs. アンドリュー・ゴロタ                                                                                 | 45万件                | SHOWTIME       |            |
| 2000年11月11日 | レノックス・ルイス vs. デビッド・ツア                                                                                     | 42万件                | HBO            |            |
| 2000年12月2日  | フェリックス・トリニダード vs. フェルナンド・バルガス                                                                     | 56万件                | HBO            |            |
| 2001年3月3日   | イベンダー・ホリフィールド vs. ジョン・ルイス 2                                                                           | 18万件                | SHOWTIME       |            |
| 2001年4月7日   | マルコ・アントニオ・バレラ vs. ナジーム・ハメド                                                                           | 31万件                | HBO            |            |
| 2001年11月17日 | ハシーム・ラクマン vs. レノックス・ルイス 2                                                                               | 46万件                | HBO            |            |
| 2001年9月29日  | バーナード・ホプキンス vs. フェリックス・トリニダード                                                                     | 48万件                | HBO            |            |
| 2002年6月8日   | レノックス・ルイス vs. マイク・タイソン                                                                                   | 197万件               | HBO・SHOWTIME  | 55ドル     |
| 2002年9月14日  | オスカー・デ・ラ・ホーヤ vs. フェルナンド・バルガス                                                                       | 93万件                | HBO            |            |
| 2003年2月22日  | マイク・タイソン vs. クリフォード・エティエンヌ                                                                           | 10万件                | SHOWTIME       |            |
| 2003年3月1日   | ジョン・ルイス vs. ロイ・ジョーンズ・ジュニア                                                                             | 52万件                | HBO            |            |
| 2003年9月13日  | オスカー・デ・ラ・ホーヤ vs. シェーン・モズリー 2                                                                         | 95万件                | HBO            |            |
| 2003年10月4日  | ジェームズ・トニー vs. イベンダー・ホリフィールド                                                                         | 15万件                | SHOWTIME       |            |
| 2003年11月8日  | アントニオ・ターバー vs. ロイ・ジョーンズ・ジュニア 1                                                                     | 30万件                | HBO            |            |
| 2004年5月15日  | ロイ・ジョーンズ・ジュニア vs. アントニオ・ターバー 2                                                                     | 36万件                | HBO            |            |
| 2004年9月18日  | バーナード・ホプキンス vs. オスカー・デ・ラ・ホーヤ                                                                       | 100万件               | HBO            |            |
| 2004年10月2日  | フェリックス・トリニダード vs. リカルド・マヨルガ                                                                         | 47万件                | HBO            |            |
| 2004年12月11日 | ビタリ・クリチコ vs. ダニー・ウィリアムズ                                                                                 | 12万件                | HBO            |            |
| 2005年3月19日  | エリック・モラレス vs. マニー・パッキャオ 1                                                                               | 34万件                | HBO            |            |
| 2005年5月14日  | フェリックス・トリニダード vs. ロナルド・ライト                                                                           | 52万件                | HBO            |            |
| 2005年6月11日  | マイク・タイソン vs. ケビン・マクブライド                                                                                 | 25万件                | SHOWTIME       |            |
| 2005年6月25日  | アルツロ・ガッティ vs. フロイド・メイウェザー・ジュニア                                                                   | 34万件                | HBO            |            |
| 2005年7月16日  | バーナード・ホプキンス vs. ジャーメイン・テイラー 1                                                                       | 37万件                | HBO            |            |
| 2005年10月1日  | アントニオ・ターバー vs. ロイ・ジョーンズ・ジュニア 3                                                                     | 40万件                | HBO            |            |
| 2005年12月13日 | ジャーメイン・テイラー vs. バーナード・ホプキンス 2                                                                       | 41万件                | HBO            |            |
| 2006年1月21日  | マニー・パッキャオ vs. エリック・モラレス 2                                                                               | 36万件                | HBO            | 45ドル     |
| 2006年4月8日   | フロイド・メイウェザー・ジュニア vs. ザブ・ジュダー                                                                       | 35万件                | HBO            | 45ドル     |
| 2006年5月6日   | リカルド・マヨルガ vs. オスカー・デ・ラ・ホーヤ                                                                           | 92万件                | HBO            |            |
| 2006年7月2日   | マニー・パッキャオ vs. オスカー・ラリオス                                                                                 | 12万件                | トップランク社 |            |
| 2006年6月10日  | アントニオ・ターバー vs. バーナード・ホプキンス                                                                           | 33万件                | HBO            |            |
| 2006年11月4日  | フロイド・メイウェザー・ジュニア vs. カルロス・バルドミール                                                               | 32万件                | HBO            | 50ドル     |
| 2006年11月18日 | マニー・パッキャオ vs. エリック・モラレス 3                                                                               | 35万件                | HBO            | 50ドル     |
| 2007年4月14日  | マニー・パッキャオ vs. ホルヘ・ソリス                                                                                     | 15万件                | トップランク社 |            |
| 2007年5月5日   | オスカー・デ・ラ・ホーヤ vs. フロイド・メイウェザー・ジュニア                                                             | 240万件               | HBO            | 55ドル     |
| 2007年7月21日  | バーナード・ホプキンス vs. ロナルド・ライト                                                                               | 31万件                | HBO            |            |
| 2007年10月6日  | マニー・パッキャオ vs. マルコ・アントニオ・バレラ 2                                                                       | 35万件                | HBO            |            |
| 2007年12月8日  | フロイド・メイウェザー・ジュニア vs. リッキー・ハットン                                                                   | 92万件                | HBO            |            |
| 2008年1月19日  | フェリックス・トリニダード vs. ロイ・ジョーンズ・ジュニア                                                                 | 50万件                | HBO            |            |
| 2008年3月15日  | マニー・パッキャオ vs. ファン・マヌエル・マルケス 2                                                                       | 40万件                | HBO            |            |
| 2008年6月28日  | デビッド・ディアス vs. マニー・パッキャオ                                                                                 | 25万件                | HBO            |            |
| 2008年10月18日 | ケリー・パブリク vs. バーナード・ホプキンス                                                                               | 19万件                | HBO            |            |
| 2008年11月8日  | ジョー・カルザゲ vs. ロイ・ジョーンズ・ジュニア                                                                           | 22万件                | HBO            |            |
| 2008年12月6日  | オスカー・デ・ラ・ホーヤ vs. マニー・パッキャオ                                                                           | 125万件               | HBO            |            |
| 2009年5月2日   | マニー・パッキャオ vs. リッキー・ハットン                                                                                 | 82万件                | HBO            |            |
| 2009年9月19日  | フロイド・メイウェザー・ジュニア vs. ファン・マヌエル・マルケス                                                           | 106万件               | HBO            |            |
| 2009年11月14日 | マニー・パッキャオ vs. ミゲール・コット                                                                                   | 125万件               | HBO            |            |
| 2010年3月13日  | マニー・パッキャオ vs. ジョシュア・クロッティ                                                                             | 70万件                | HBO            |            |
| 2010年4月3日   | バーナード・ホプキンス vs. ロイ・ジョーンズ・ジュニア 2                                                                   | 14万件                | HBO            |            |
| 2010年5月1日   | フロイド・メイウェザー・ジュニア vs. シェーン・モズリー                                                                   | 140万件               | HBO            |            |
| 2010年11月13日 | マニー・パッキャオ vs. アントニオ・マルガリート                                                                           | 115万件               | HBO            |            |
| 2011年5月7日   | マニー・パッキャオ vs. シェーン・モズリー                                                                                 | 130万件               | SHOWTIME       | 65ドル/HD  |
| 2011年9月17日  | フロイド・メイウェザー・ジュニア vs. ビクター・オルティス                                                                 | 125万件               | HBO            | 70ドル/HD  |
| 2011年10月15日 | バーナード・ホプキンス vs. チャド・ドーソン 1                                                                             | 4万件                 | HBO            | 60ドル/HD  |
| 2011年11月13日 | マニー・パッキャオ vs. ファン・マヌエル・マルケス 3                                                                       | 125万件               | HBO            | 65ドル/HD  |
| 2012年5月5日   | フロイド・メイウェザー・ジュニア vs. ミゲール・コット                                                                     | 150万件               | HBO            | 70ドル/HD  |
| 2012年6月9日   | マニー・パッキャオ vs. ティモシー・ブラッドリー 1                                                                         | 89万件                | HBO            | 65ドル/HD  |
| 2012年9月15日  | セルヒオ・マルチネス vs. フリオ・セサール・チャベス・ジュニア                                                             | 47万件                | HBO            |            |
| 2012年12月8日  | マニー・パッキャオ vs. ファン・マヌエル・マルケス 4                                                                       | 115万件               | HBO            | 70ドル/HD  |
| 2013年5月4日   | フロイド・メイウェザー・ジュニア vs. ロバート・ゲレーロ                                                                   | 87万件                | SHOWTIME       | 70ドル/HD  |
| 2013年9月14日  | フロイド・メイウェザー・ジュニア vs. サウル・アルバレス                                                                   | 220万件               | SHOWTIME       | 75ドル/HD  |
| 2013年10月12日 | ティモシー・ブラッドリー vs. ファン・マヌエル・マルケス                                                                   | 37万件                | HBO            | 65ドル/HD  |
| 2013年11月23日 | マニー・パッキャオ vs. ブランドン・リオス                                                                                 | 47万件                | HBO            | 70ドル/HD  |
| 2014年3月8日   | サウル・アルバレス vs. アルフレド・アングロ                                                                               | 35万件                | SHOWTIME       | 60ドル/HD  |
| 2014年4月12日  | マニー・パッキャオ vs. ティモシー・ブラッドリー 2                                                                         | 75万件                | HBO            | 70ドル/HD  |
| 2014年5月3日   | フロイド・メイウェザー・ジュニア vs. マルコス・マイダナ 1                                                                 | 90万件                | SHOWTIME       | 75ドル/HD  |
| 2014年6月7日   | ミゲール・コット vs. セルヒオ・マルチネス                                                                                 | 31万5千件             | HBO            | 65ドル/HD  |
| 2014年7月12日  | サウル・アルバレス vs. エリスランディ・ララ                                                                               | 30万件                | SHOWTIME       | 60ドル/HD  |
| 2014年9月13日  | フロイド・メイウェザー・ジュニア vs. マルコス・マイダナ 2                                                                 | 92万件                | SHOWTIME       | 75ドル/HD  |
| 2014年11月23日 | マニー・パッキャオ vs. クリス・アルギエリ                                                                                 | 30万件                | HBO            | 70ドル/HD  |
| 2015年5月2日   | フロイド・メイウェザー・ジュニア vs. マニー・パッキャオ                                                                   | 460万件               | HBO・SHOWTIME  | 100ドル/HD |
| 2015年9月12日  | フロイド・メイウェザー・ジュニア vs. アンドレ・ベルト                                                                     | 40万件                | SHOWTIME       | 75ドル/HD  |
| 2015年10月17日 | ゲンナジー・ゴロフキン vs. デイビッド・レミュー                                                                           | 15万件                | HBO            | 60ドル/HD  |
| 2015年11月21日 | ミゲール・コット vs. サウル・アルバレス                                                                                   | 90万件                | HBO            | 70ドル/HD  |
| 2016年4月9日   | マニー・パッキャオ vs. ティモシー・ブラッドリー 3                                                                         | 40万件                | HBO            | 70ドル/HD  |
| 2016年5月7日   | サウル・アルバレス vs. アミール・カーン                                                                                   | 60万件                | HBO            | 70ドル/HD  |
| 2016年7月23日  | テレンス・クロフォード vs. ビクトル・ポストル                                                                             | 5万件                 | HBO            | 60ドル/HD  |
| 2016年9月17日  | サウル・アルバレス vs. リアム・スミス                                                                                     | 30万件                | HBO            | 65ドル/HD  |
| 2016年11月5日  | マニー・パッキャオ vs. ジェシー・バルガス                                                                                 | 22万件 - 30万件       | トップランク社 | 70ドル/HD  |
| 2016年11月19日 | セルゲイ・コバレフ vs. アンドレ・ウォード 1                                                                               | 16万件                | HBO            |            |
| 2017年3月18日  | ゲンナジー・ゴロフキン vs. ダニエル・ジェイコブス                                                                         | 17万件                | HBO            | 65ドル/HD  |
| 2017年5月6日   | サウル・アルバレス vs. フリオ・セサール・チャベス・ジュニア                                                               | 100万件               | HBO            | 70ドル/HD  |
| 2017年6月17日  | アンドレ・ウォード vs. セルゲイ・コバレフ 2                                                                               | 13万件                | HBO            | 65ドル/HD  |
| 2017年8月26日  | フロイド・メイウェザー・ジュニア vs. コナー・マクレガー                                                                   | 430万件               | SHOWTIME       | 100ドル/HD |
| 2017年9月16日  | サウル・アルバレス vs. ゲンナジー・ゴロフキン 1                                                                           | 130万件               | HBO            | 80ドル/HD  |
| 2018年9月15日  | サウル・アルバレス vs. ゲンナジー・ゴロフキン 2                                                                           | 110万件               | HBO            | 85ドル/HD  |
| 2018年12月1日  | デオンテイ・ワイルダー vs. タイソン・フューリー 1                                                                         | 32万5千件             | SHOWTIME       | 75ドル/HD  |
| 2019年1月19日  | マニー・パッキャオ vs. エイドリアン・ブローナー                                                                           | 40万件                | SHOWTIME       | 75ドル/HD  |
| 2019年3月16日  | エロール・スペンス・ジュニア vs. ミゲル・アンヘル・ガルシア                                                               | 36万件                | FOX            | 75ドル/HD  |
| 2019年4月20日  | テレンス・クロフォード vs. アミール・カーン                                                                               | 15万件                | ESPN           | 70ドル/HD  |
| 2019年7月20日  | マニー・パッキャオ vs. キース・サーマン                                                                                   | 50万件                | FOX            | 75ドル/HD  |
| 2019年9月28日  | エロール・スペンス・ジュニア vs. ショーン・ポーター                                                                       | 28万件                | FOX            | 75ドル/HD  |
| 2019年11月23日 | デオンテイ・ワイルダー vs. ルイス・オルティス 2                                                                           | 22万5千件 - 27万5千件 | FOX            | 75ドル/HD  |
| 2020年2月22日  | デオンテイ・ワイルダー vs. タイソン・フューリー 2                                                                         | 80万件                | FOX・ESPN      | 80ドル     |
| 2020年9月26日  | ジャーモール・チャーロ vs. セルゲイ・デレフヤンチェンコ（第一部） ジャーメル・チャーロ vs. ジェイソン・ロサリオ（第二部） | 12万件                | SHOWTIME       | 75ドル     |
| 2020年10月31日 | ガーボンタ・デービス vs. レオ・サンタ・クルス                                                                             | 20万件 - 22万5千件    | SHOWTIME       | 75ドル     |
| 2020年12月5日  | エロール・スペンス・ジュニア vs. ダニー・ガルシア                                                                         | 25万件                | FOX            | 75ドル     |
| 2021年4月17日  | ジェイク・ポール vs. ベン・アスクレン                                                                                     | 100万件 - 160万件     | Triller        | 50ドル     |
| 2021年5月1日   | アンディ・ルイス・ジュニア vs. クリス・アレオーラ                                                                         | 13万件                | FOX            | 50ドル     |
| 2021年6月26日  | ガーボンタ・デービス vs. マリオ・バリオス                                                                                 | 21万件                | SHOWTIME       | 75ドル     |
| 2021年8月21日  | マニー・パッキャオ vs. ヨルデニス・ウガス                                                                                 | 25万件                | FOX            | 75ドル     |
| 2021年8月29日  | ジェイク・ポール vs. タイロン・ウッドリー 1                                                                               | 50万件                | SHOWTIME       | 60ドル     |
| 2021年10月9日  | タイソン・フューリー vs. デオンテイ・ワイルダー 3                                                                         | 60万件                | FOX・ESPN      | 80ドル     |
| 2021年11月6日  | サウル・アルバレス vs. カレブ・プラント                                                                                   | 80万件                | SHOWTIME       | 80ドル     |
| 2021年11月20日 | テレンス・クロフォード vs. ショーン・ポーター                                                                             | 15万件                | ESPN+          | 70ドル     |
| 2021年12月5日  | ガーボンタ・デービス vs. イサック・クルス                                                                                 | 20万件                | SHOWTIME       | 75ドル     |
| 2021年12月18日 | ジェイク・ポール vs. タイロン・ウッドリー 2                                                                               | 20万件                | SHOWTIME       | 60ドル     |
| 2022年4月16日  | エロール・スペンス・ジュニア vs. ヨルデニス・ウガス                                                                       | 24万件                | SHOWTIME       | 75ドル     |
| 2022年5月7日   | サウル・アルバレス vs. ディミトリー・ビボル                                                                               | 52万件                | DAZN           | 60ドル     |
| 2022年5月28日  | ガーボンタ・デービス vs. ロランド・ロメロ                                                                                 | 27万5千件             | SHOWTIME       | 75ドル     |
| 2022年9月4日   | アンディ・ルイス・ジュニア vs. ルイス・オルティス                                                                         | 6万5千件              | FOX            | 75ドル     |
| 2022年9月17日  | サウル・アルバレス vs. ゲンナジー・ゴロフキン 3                                                                           | 56万件                | DAZN           | 65ドル     |
| 2022年10月15日 | デオンテイ・ワイルダー vs. ロバート・ヘレニウス                                                                           | 7万5千件              | FOX            | 75ドル     |
| 2022年10月29日 | ジェイク・ポール vs. アンデウソン・シウバ                                                                                 | 20万件 - 30万件       | SHOWTIME       | 60ドル     |
| 2023年1月7日   | ガーボンタ・デービス vs. エクトール・ルイス・ガルシア                                                                     | 20万件 - 22万件       | SHOWTIME       | 75ドル     |
| 2023年2月26日  | ジェイク・ポール vs. トミー・フューリー                                                                                   | 22万5千件             | ESPN+          | 50ドル     |
| 2023年3月25日  | デビッド・ベナビデス vs. カレブ・プラント                                                                                 | 17万5千件             | SHOWTIME       | 75ドル     |
| 2023年4月22日  | ジャーボンテイ・デービス vs. ライアン・ガルシア                                                                           | 120万件               | SHOWTIME       | 85ドル     |
| 2023年5月20日  | デヴィン・ヘイニー vs. ワシル・ロマチェンコ                                                                               | 15万件                | ESPN+          | 60ドル     |
| 2023年7月29日  | エロール・スペンス・ジュニア vs. テレンス・クロフォード                                                                   | 65万件 - 67万5千件    | SHOWTIME       | 85ドル     |
| 2023年8月5日   | ジェイク・ポール vs. ネイト・ディアス                                                                                     | 45万件                | DAZN           | 60ドル     |
| 2023年9月30日  | サウル・アルバレス vs. ジャーメル・チャーロ                                                                               | 65万件 - 70万件       | SHOWTIME       | 85ドル     |
| 2023年10月28日 | タイソン・フューリー vs. フランシス・ガヌー                                                                               | 6万7千件              | ESPN+          | 80ドル     |
| 2023年11月25日 | デビッド・ベナビデス vs. デメトリアス・アンドラーデ                                                                       | 10万件                | SHOWTIME       | 75ドル     |
| 2023年12月9日  | デヴィン・ヘイニー vs. レジス・プログレイス                                                                               | 5万5千件              | DAZN           | 60ドル     |
| 2024年5月4日   | サウル・アルバレス vs. ハイメ・ムンギア                                                                                   | 50万件 - 55万件       | Prime Video    | 90ドル     |
| 2024年6月15日  | ジャーボンテイ・デービス vs. フランク・マーティン                                                                         | 32万件 - 35万件       | Prime Video    | 75ドル     |
| 2024年8月3日   | テレンス・クロフォード vs. イスラエル・マドリモフ                                                                         | 10万件 - 19万件       | DAZN           | 80ドル     |
| 2025年2月22日  | アルツール・ベテルビエフ vs. ディミトリー・ビボル 2                                                                       | 4万5千件              | DAZN           | 26ドル     |
| 2025年3月1日   | ジャーボンテイ・デービス vs. ラモン・ローチ 1                                                                             | 26万件                | Prime Video    | 80ドル     |

##### ボクシングエキシビションのPPVイベント
| 開催年月日     | イベント                                              | 販売件数  | 放送局           | 備考   |
| -------------- | ----------------------------------------------------- | --------- | ---------------- | ------ |
| 2018年8月25日  | KSI vs. ローガン・ポール                              | 120万件   | YouTube          | 10ドル |
| 2020年11月29日 | マイク・タイソン vs. ロイ・ジョーンズ・ジュニア       | 160万件   | Triller          | 50ドル |
| 2021年6月6日   | フロイド・メイウェザー・ジュニア vs. ローガン・ポール | 100万件   | SHOWTIME・Fanmio | 50ドル |
| 2021年6月12日  | YouTubers vs. TikTokers                               | 13万6千件 | LiveXLive        | 50ドル |
| 2021年9月11日  | イベンダー・ホリフィールド vs. ビクトー・ベウフォート | 15万件    | Triller          | 50ドル |

| 開催年月日     | イベント                                                  | 販売件数 | 備考   |
| -------------- | --------------------------------------------------------- | -------- | ------ |
| 2006年2月25日  | シェーン・モズリー vs. フェルナンド・バルガス 1           | 41万件   |        |
| 2006年6月10日  | ミゲール・コット vs. ポール・マリナッジ                   | 9万件    |        |
| 2006年7月15日  | シェーン・モズリー vs. フェルナンド・バルガス 2           | 35万件   |        |
| 2006年8月12日  | オレグ・マスカエフ vs. ハシーム・ラクマン 2               | 6万件    |        |
| 2006年9月16日  | マルコ・アントニオ・バレラ vs. ロッキー・ファレス 2       | 16万件   |        |
| 2007年3月17日  | ファン・マヌエル・マルケス vs. マルコ・アントニオ・バレラ | 22万件   |        |
| 2007年6月9日   | ミゲール・コット vs. ザブ・ジュダー                       | 21万件   |        |
| 2007年11月10日 | ミゲール・コット vs. シェーン・モズリー                   | 32万件   |        |
| 2008年2月16日  | ケリー・パブリク vs. ジャーメイン・テイラー 2             | 22万件   |        |
| 2008年7月26日  | ミゲール・コット vs. アントニオ・マルガリート 1           | 45万件   |        |
| 2008年9月13日  | ファン・マヌエル・マルケス vs. ホエル・カサマヨール       | 10万件   |        |
| 2009年1月24日  | シェーン・モズリー vs. アントニオ・マルガリート           | 35万件   |        |
| 2010年7月31日  | ファン・マヌエル・マルケス vs. ファン・ディアス 2         | 20万件   |        |
| 2010年9月18日  | シェーン・モズリー vs. セルヒオ・モラ                     | 10万件   |        |
| 2011年3月12日  | ミゲール・コット vs. リカルド・マヨルガ                   | 23万件   |        |
| 2011年4月9日   | マルコス・マイダナ vs. エリック・モラレス                 | 5万件    |        |
| 2011年12月3日  | ミゲール・コット vs. アントニオ・マルガリート 2           | 60万件   |        |
| 2012年4月14日  | ブランドン・リオス vs. リカルド・アブリル                 | 4万件    |        |
| 2022年1月1日   | ルイス・オルティス vs. チャールズ・マーティン             | 2万5千件 | 40ドル |
| 2022年11月26日 | レジス・プログレイス vs. ホセ・セペダ                     | 2万件    | 60ドル |

#### UFC
UFCのペイ・パー・ビューは80ドルで提供されている。UFCがペイ・パー・ビューに参入したのは比較的遅かったが、2006年に10イベントで522万件（総額2億2300万ドル）を販売、年間売上でWWEに肩を並べ、ボクシングを上回った。2007年は11イベントで493万件、2009年は13イベントで775万件を販売している。UFCの年間最多販売記録は14イベントで914万件（4億1100万ドル）を販売した2010年である。ペイ・パー・ビュー業界の専門家は「UFCはペイ・パー・ビュー業界を生き返らせた」と語っている。

##### UFCのPPVイベント
| No. | 開催年月日     | イベント                                                 | 販売件数  |
| --- | -------------- | -------------------------------------------------------- | --------- |
| 1   | 2018年10月6日  | UFC 229: ハビブ・ヌルマゴメドフ vs. コナー・マクレガー   | 240万件   |
| 2   | 2021年7月10日  | UFC 264: ダスティン・ポイエー vs. コナー・マクレガー 3   | 180万件   |
| 3   | 2016年8月20日  | UFC 202: ネイト・ディアス vs. コナー・マクレガー 2       | 165万件   |
| 4   | 2021年1月24日  | UFC 257: ダスティン・ポイエー vs. コナー・マクレガー 2   | 160万件   |
| 4   | 2009年7月11日  | UFC 100: ブロック・レスナー vs. フランク・ミア 2         | 160万件   |
| 6   | 2016年3月5日   | UFC 196: コナー・マクレガー vs. ネイト・ディアス 1       | 150万件   |
| 7   | 2020年7月12日  | UFC 251: カマル・ウスマン vs. ホルヘ・マスヴィダル       | 130万件   |
| 7   | 2016年11月12日 | UFC 205: エディ・アルバレス vs. コナー・マクレガー       | 130万件   |
| 9   | 2015年12月12日 | UFC 194: ジョゼ・アルド vs. コナー・マクレガー           | 120万件   |
| 9   | 2016年7月9日   | UFC 200: ミーシャ・テイト vs. アマンダ・ヌネス           | 120万件   |
| 11  | 2010年7月3日   | UFC 116: ブロック・レスナー vs. シェイン・カーウィン     | 116万件   |
| 12  | 2015年11月14日 | UFC 207: アマンダ・ヌネス vs. ロンダ・ラウジー           | 110万件   |
| 12  | 2015年11月14日 | UFC 193: ロンダ・ラウジー vs. ホリー・ホルム             | 110万件   |
| 14  | 2006年12月30日 | UFC 66: チャック・リデル vs. ティト・オーティズ 2        | 105万件   |
| 14  | 2010年5月29日  | UFC 114: クイントン・ジャクソン vs. ラシャド・エヴァンス | 105万件   |
| 14  | 2010年8月23日  | UFC 121: ブロック・レスナー vs. ケイン・ヴェラスケス     | 105万件   |
| 17  | 2013年12月28日 | UFC 168: クリス・ワイドマン vs. アンデウソン・シウバ 2   | 102万件   |
| 18  | 2008年11月15日 | UFC 91: ランディ・クートゥア vs. ブロック・レスナー      | 101万件   |
| 19  | 2020年1月8日   | UFC 246: コナー・マクレガー vs. ドナルド・セラーニ       | 100万件   |
| 19  | 2008年12月27日 | UFC 92: ラシャド・エヴァンス vs. フォレスト・グリフィン  | 100万件   |
| 21  | 2013年3月16日  | UFC 158: ジョルジュ・サンピエール vs. ニック・ディアス   | 95万件    |
| 22  | 2012年7月7日   | UFC 148: アンデウソン・シウバ vs. チェール・ソネン 2     | 92万5千件 |
| 23  | 2009年1月31日  | UFC 94: ジョルジュ・サンピエール vs. BJ・ペン 2          | 92万件    |
| 24  | 2015年8月1日   | UFC 190: ロンダ・ラウジー vs. ベチ・コヘイア             | 90万件    |
| 25  | 2017年11月4日  | UFC 217: マイケル・ビスピン vs. ジョルジュ・サンピエール | 87万5千件 |
| 26  | 2017年7月29日  | UFC 214: ダニエル・コーミエ vs. ジョン・ジョーンズ 2     | 86万件    |
| 27  | 2009年8月8日   | UFC 101: アンデウソン・シウバ vs. フォレスト・グリフィン | 85万件    |
| 28  | 2015年7月11日  | UFC 189: チャド・メンデス vs. コナー・マクレガー         | 82万5千件 |
| 29  | 2021年3月6日   | UFC 259: ヤン・ブラホヴィッチ vs. イスラエル・アデサンヤ | 80万件    |
| 29  | 2011年4月30日  | UFC 129: ジョルジュ・サンピエール vs. ジェイク・シールズ | 80万件    |
| 29  | 2015年1月3日   | UFC 182: ジョン・ジョーンズ vs. ダニエル・コーミエ 1     | 80万件    |

#### PPVイベントに出場した日本人選手
|  | 日本人選手がメインイベントに出場したイベント |

| 開催年月日     | 出場選手                 | イベント                                                       | 競技       | 販売件数  |
| -------------- | ------------------------ | -------------------------------------------------------------- | ---------- | --------- |
| 1994年3月1日   | 市原海樹                 | UFC 2: ホイス・グレイシー vs. パトリック・スミス               | MMA        | 30万件    |
| 1996年5月17日  | 北尾光司                 | UFC 9: ダン・スバーン vs. ケン・シャムロック                   | MMA        | 14万1千件 |
| 1997年2月7日   | 高橋義生                 | UFC 12: マーク・コールマン vs. ダン・スバーン                  | MMA        | 12万2千件 |
| 1999年1月8日   | 高阪剛                   | UFC 18: バス・ルッテン vs. 高阪剛                              | MMA        |           |
| 2000年12月16日 | 近藤有己                 | UFC 29: ティト・オーティズ vs. 近藤有己                        | MMA        |           |
| 2002年3月22日  | 桜井"マッハ"速人         | UFC 36: ジョシュ・バーネット vs. ランディ・クートゥア          | MMA        | 5万5千件  |
| 2003年2月28日  | 宇野薫                   | UFC 41: ティム・シルビア vs. リコ・ロドリゲス                  | MMA        | 6万件     |
| 2006年10月14日 | 弘中邦佳                 | UFC 64: アンデウソン・シウバ vs. リッチ・フランクリン          | MMA        | 30万件    |
| 2006年11月8日  | 三島☆ド根性ノ助          | UFC 65: ジョルジュ・サンピエール vs. マット・ヒューズ          | MMA        | 50万件    |
| 2007年4月7日   | 岡見勇信                 | UFC 69: マット・セラ vs. ジョルジュ・サンピエール              | MMA        | 40万件    |
| 2007年6月16日  | 岡見勇信                 | UFC 72: リッチ・フランクリン vs. 岡見勇信                      | MMA        | 20万件    |
| 2007年9月22日  | 中村和裕                 | UFC 76: キース・ジャーディン vs. チャック・リデル              | MMA        | 47万5千件 |
| 2007年11月17日 | 長南亮                   | UFC 78: ラシャド・エヴァンス vs. マイケル・ビスピン            | MMA        | 40万件    |
| 2008年3月1日   | 岡見勇信                 | UFC 82: アンデウソン・シウバ vs. ダン・ヘンダーソン            | MMA        | 32万5千件 |
| 2009年6月13日  | 宇野薫                   | UFC 99: リッチ・フランクリン vs. ヴァンダレイ・シウバ          | MMA        | 36万件    |
| 2009年7月11日  | 秋山成勲                 | UFC 100: ブロック・レスナー vs. フランク・ミア 2               | MMA        | 160万件   |
| 2009年10月24日 | 吉田善行                 | UFC 104: リョート・マチダ vs. マウリシオ・ショーグン           | MMA        | 50万件    |
| 2010年7月30日  | 秋山成勲                 | UFC 116: ブロック・レスナー vs. シェイン・カーウィン           | MMA        | 116万件   |
| 2011年1月1日   | 五味隆典                 | UFC 125: フランク・エドガー vs. グレイ・メイナード             | MMA        | 27万件    |
| 2011年4月9日   | 石田順裕                 | マルコス・マイダナ vs. エリック・モラレス                      | ボクシング | 5万件     |
| 2011年7月2日   | 秋山成勲                 | UFC 133: ラシャド・エヴァンス vs. ティト・オーティズ           | MMA        | 31万件    |
| 2011年8月27日  | 岡見勇信                 | UFC 134: アンデウソン・シウバ vs. 岡見勇信                     | MMA        | 33万5千件 |
| 2012年2月26日  | 秋山成勲 岡見勇信 日沖発 | UFC 144: フランク・エドガー vs. ベン・ヘンダーソン             | MMA        | 37万5千件 |
| 2012年12月29日 | 岡見勇信                 | UFC 155: ジュニオール・ドス・サントス vs. ケイン・ヴェラスケス | MMA        | 59万件    |
| 2014年3月8日   | 荒川仁人                 | サウル・アルバレス vs. アルフレド・アングロ                    | ボクシング | 35万件    |
| 2014年5月24日  | 水垣偉弥                 | UFC 173: ヘナン・バラオン vs. TJ・ディラショー                 | MMA        | 21万5千件 |
| 2015年1月3日   | 堀口恭司                 | UFC 182: ジョン・ジョーンズ vs. ダニエル・コーミエ             | MMA        | 80万件    |
| 2015年4月25日  | 堀口恭司                 | UFC 186: デメトリアス・ジョンソン vs. 堀口恭司                 | MMA        | 12万5千件 |
| 2015年11月21日 | 三浦隆司                 | ミゲール・コット vs. サウル・アルバレス                        | ボクシング | 90万件    |
| 2016年11月5日  | 大沢宏晋                 | マニー・パッキャオ vs. ジェシー・バルガス                      | ボクシング | 30万件    |
| 2023年12月9日  | 吉田実代                 | デヴィン・ヘイニー vs. レジス・プログレイス                    | ボクシング | 5万5千件  |
| 2025年5月2日   | 堤麗斗                   | ライアン・ガルシア vs. ロランド・ロメロ                        | ボクシング |           |

#### WWE
WWEは特番として月1回程度ペイ・パー・ビュー大会を開催していたが、2014年のWWEネットワークの発足以降はサブスクリプション形式の動画配信サービスに切り替わり、プレミアム・ライブ・イベント（PLE）に改称された。
| No. | 開催年月日    | イベント              | 販売件数  |
| --- | ------------- | --------------------- | --------- |
| 1   | 2012年4月1日  | レッスルマニアXXVIII  | 1,217,000 |
| 2   | 2007年4月1日  | レッスルマニア23      | 1,200,000 |
| 3   | 2005年4月3日  | レッスルマニア21      | 1,085,000 |
| 4   | 2011年4月3日  | レッスルマニアXXVII   | 1,059,000 |
| 5   | 2008年3月30日 | レッスルマニアXXIV    | 1,058,000 |
| 6   | 2013年4月7日  | レッスルマニア29      | 1,048,000 |
| 7   | 2001年4月1日  | レッスルマニアX-Seven | 1,040,000 |
| 8   | 2004年3月14日 | レッスルマニアXX      | 1,007,000 |
| 9   | 2006年4月2日  | レッスルマニア22      | 975,000   |
| 10  | 2009年4月5日  | レッスルマニアXXV     | 960,000   |
| 11  | 2010年3月28日 | レッスルマニアXXVI    | 885,000   |
| 12  | 2002年3月17日 | レッスルマニアX8      | 880,000   |
| 13  | 2000年4月2日  | レッスルマニア2000    | 824,000   |
| 14  | 1999年3月28日 | レッスルマニアXV      | 800,000   |
| 15  | 2001年7月22日 | インベイジョン        | 770,000   |

### 日本

#### 歴史
日本では、長くケーブルテレビでのペイ・パー・ビューは行われず、1996年にCSデジタル放送のパーフェクTV!（後のスカパー!プレミアムサービス）開局に伴いペイ・パー・ビューが始まった。続けて、1997年に開局したCSデジタル放送のディレクTV（2000年に閉局）、2002年に開局した東経110度CSデジタル放送のプラット・ワン（2004年に閉局）ももペイ・パー・ビューを行った。こうしてケーブルテレビが主流であったアメリカとは異なり、日本では衛星放送が主導する形で行われている。なお、東経110度BS・CSデジタル放送のスカパー!では厳密にはペイ・パー・ビューは行われていないが、1番組のみのペイ・パー・シリーズ（PPS）という事実上ペイ・パー・ビューと同等のものが存在する。
ケーブルテレビでペイ・パー・ビューが行われるようになったのは放送のデジタル化に伴ってであり、2004年4月になって、J:COMがデジタル放送サービスの一つとして始めた。
日本ではケーブルテレビや衛星放送などの視聴環境がアメリカほど普及しなかったこともあり、ペイ・パー・ビュー文化は根付かず、UFCやボクシングなどの海外ではペイ・パー・ビューで行われるイベントも、日本ではWOWOWやJ SPORTSなどの月額料金制の専門チャンネルで放送されていた。また、国内ボクシングのペイ・パー・ビューはディレクTVで行われていたが、閉局とともに終了。
しかし、1997年10月11日に行われたPRIDE.1は当時パーフェクTV!加入件数30万程度（2010年度は約221万）でありながらペイ・パー・ビュー販売件数が3万件に達した。以降、PRIDEは最終興行となった2007年4月8日のPRIDE.34まで一貫してペイ・パー・ビュー方式で中継が行われ、その間、2002年8月に行われた大型格闘技イベント「Dynamite!」は約10万件を売り上げた。「格闘技はPRIDEとともにPPVで観る文化として根付き始めた」と分析する格闘技関係者もいるほどである。その後、PRIDEの実質後継たる総合格闘技イベントのDREAM・戦極（SRC）、続いてRIZINも同様にペイ・パー・ビューで中継している。
その後、2020年の新型コロナウイルス感染症の世界的流行により、様々なライブイベントが中止や無観客開催となり、その代替として音楽ライブをインターネットでペイ・パー・ビュー配信する取り組みが急増。インターネットテレビプラットホームであるABEMAでは2020年6月～9月末に配信されたペイ・パー・ビューだけでも23億円を売り上げた。なお、非公式な試算ではあるが、嵐のコンサート『アラフェス2020 at 国立競技場』ではペイ・パー・ビュー売上が数百億円にのぼったと試算されている。
また、2022年6月19日に行われたキックボクシングイベントの「THE MATCH 2022」では、ABEMAにてペイ・パー・ビュー配信が5500円の販売価格で行われ、その注目度から販売件数は50万件にのぼり（推計27億円の売り上げ）、上記の「Dynamite!」を超えて日本でのスポーツイベントのペイ・パー・ビュー販売件数の記録を20年ぶりに塗り替えた。以降も格闘技イベントのRIZINでは平均して10万件を売上げ、大晦日大会では30万件以上を売り上げることもある。

#### 現状

##### CS・BS
スカパー!プレミアムサービスの場合、通常は1ヶ月単位で視聴料金を支払うが、ペイ・パー・ビューの場合は番組単位で料金を支払う。ペイ・パー・ビューの視聴情報はチューナーに蓄積され、そこに接続したインターネット回線あるいは電話回線を通して定期的にスカパーJSATへ送られ、その情報を基に加入者へ料金を請求する。また、スカパー!では厳密にはペイ・パー・ビューは行なっていないが、格闘技など一部コンテンツをペイ・パー・シリーズ（PPS）という事実上ペイ・パー・ビューと同等のもので放送している。
J:COMデジタル（デジタルケーブルテレビ）の場合には、チューナー内蔵のケーブルモデムにより視聴情報が送信される。
なお、かつてBSではWOWOWが193chの「WOWOW3」で行っていた。またプラット・ワンではCS-WOWOWのペイ・パー・ビューチャンネル「WOWOW PPV」が存在した。さらにかつて日本で展開していたディレクTVではペイ・パー・ビュー・ジャパンが存在した。

##### メディア媒体配信
主要ネット配信サイトで、ペイ・パー・ビューでの動画配信が行われている。なお、レンタルビデオ店の名残から、「レンタル視聴」という用語が用いられることもある。
2007年9月より株式会社アクトビラ（旧：テレビポータルサービス。2007年9月1日より現社名）が動画コンテンツの配信サービスを開始しており、その中でペイ・パー・ビュー方式の動画配信サービスである、アクトビラ ビデオとアクトビラ ビデオフルを提供している。
2005年3月にはヴィジョネア株式会社がペイ・パー・ビュー方式のDVDメディアである、「PPV-DVD」として選り抜き方式のDVDを提供している。当時のガラケーにおいて映像作品を購入する際に現れるアドレスを空メールで送信し、返信される視聴パスワードを入力すると、コンテンツが視聴できるようになる「DVD MAGIC」という技術を採用し、イービストレード株式会社が「ケータイDVD」として2004年8月からコンビニのam/pm約800店舗で試験的に販売していた。
2020年6月よりABEMAが有料オンラインライブを1コンテンツごとに購入するPPVをスタートした。以降も様々なネット配信サービスがPPV機能を開始させた。
2022年11月よりDAZN JAPANがPPV β版を開始し、14日のフロイド・メイウェザー・ジュニア対デジのボクシングエキシビションを初めてペイ・パー・ビューで中継した。
2023年9月1日よりWOWOWオンデマンドのPPVサービス開始。UEFAチャンピオンズリーグや落語などがPPV配信されている。

#### 主なメディアとチャンネル
- ペイ・パー・ビュー放送媒体

スカパー!プレミアムサービス - J:COM TVデジタル - JC-HITSエラボ（終了） - スカパー!プレミアムサービス光 - ひかりTV
- ペイ・パー・ビュー放送チャンネル

スカチャン - VENUS - ひかりTVライブ
- ネット配信サイト

ABEMA - U-NEXT - Lemino - Rakuten TV - FOD - Hulu - WOWOWオンデマンド - DAZN

## ウェブサイト
ウェブサイトでは主に、学術雑誌の電子ジャーナルで、購読制と併用して採用されている。
購読すれば紙の雑誌を買った場合のように雑誌全体を読めるのに対し、ペイ・パー・ビューでは論文1編ごとの課金となる。専門の研究者の場合は所属機関（大学、企業など）が購読しているので、ペイ・パー・ビューは、専門外の論文を読みたい場合や、在野の研究者が使うことになる。

## インターネット広告
ペイ・パー・ビュー広告では、広告が閲覧されるごとに広告料が発生する。コンテンツのペイ・パー・ビューと違い、ペイの主体（広告主）とビューの主体（広告閲覧者）は異なる。
ペイ・パー・ビュー以外の料金システムには、閲覧されるだけでなく広告がクリックされないと広告料が発生しないペイ・パー・クリック、購入が必要なアフィリエイトなどがある。ペイ・パー・ビューはこれらより広告効果が不確かなため、廃れつつある。